# Réserve naturelle nationale de Carlaveyron
La réserve naturelle nationale de Carlaveyron (RNN103) est une réserve naturelle nationale située dans le département de la Haute-Savoie. Au sud-ouest du massif des Aiguilles Rouges et face au mont Blanc, elle domine la partie moyenne de la vallée de l'Arve. Créé en 1991, ce territoire de 599 hectares constitue un complément à la réserve naturelle nationale des Aiguilles Rouges.

## Localisation

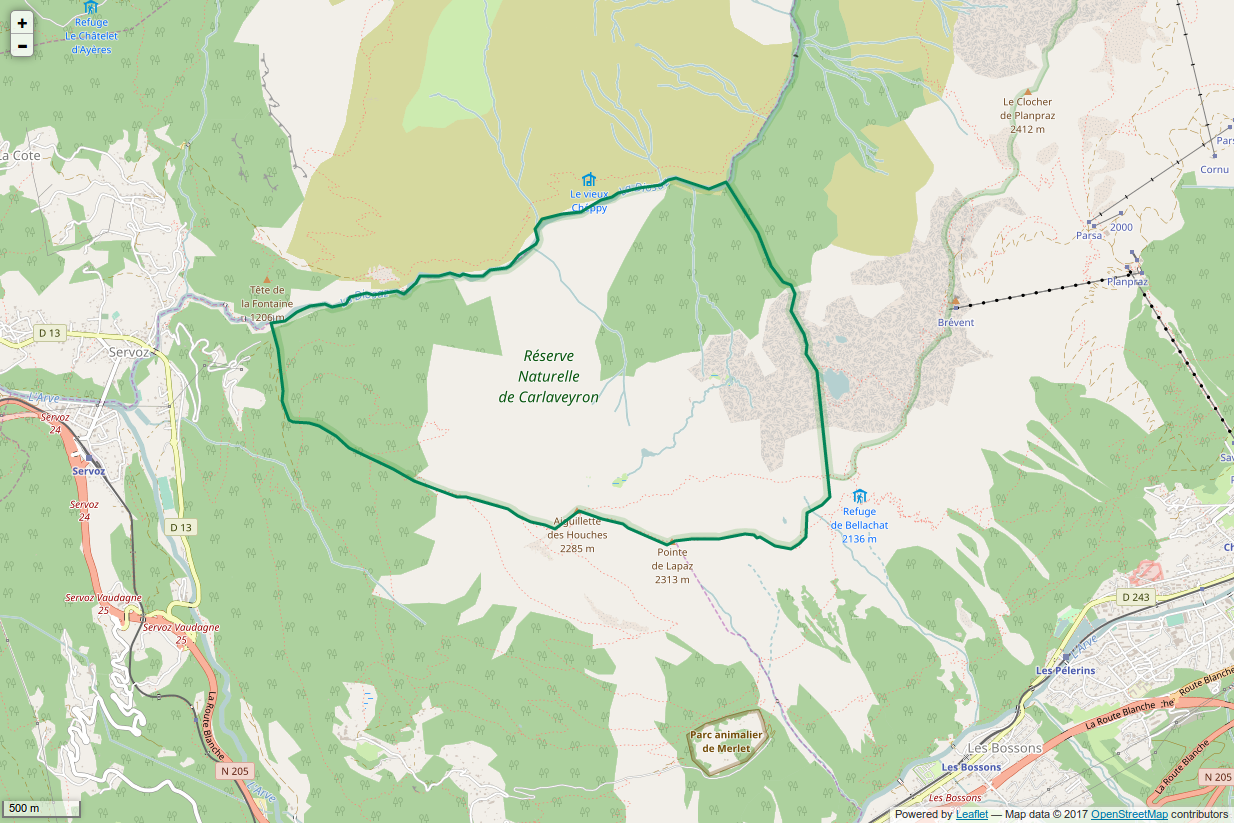
Périmètre de la réserve naturelle.

Le territoire de la réserve naturelle se trouve dans le département de la Haute-Savoie, sur la commune des Houches. Il concerne l'alpage de Carlaveyron, c'est-à-dire le versant nord (ubac) du vallon de la Diosaz depuis son cours jusqu'au sommet de l'Aiguillette des Houches et prolonge au sud-ouest la réserve des Aiguilles Rouges. Le lac du Brévent se trouve en bordure orientale du site.

## Histoire du site et de la réserve
La réserve naturelle nationale des Aiguilles Rouges a été créée en 1974. Juste à côté, un projet d'installation de 18 remontées mécaniques sur l'alpage de Carlaveyron est étudié dans les années 1980 et fait prendre conscience de l'intérêt du site. Le projet accélère les études, qui aboutissent en 1991 à la création de la réserve naturelle de Carlaveyron en compensation de la construction de remontées mécaniques sur le site des Grands-Montets à Argentière.

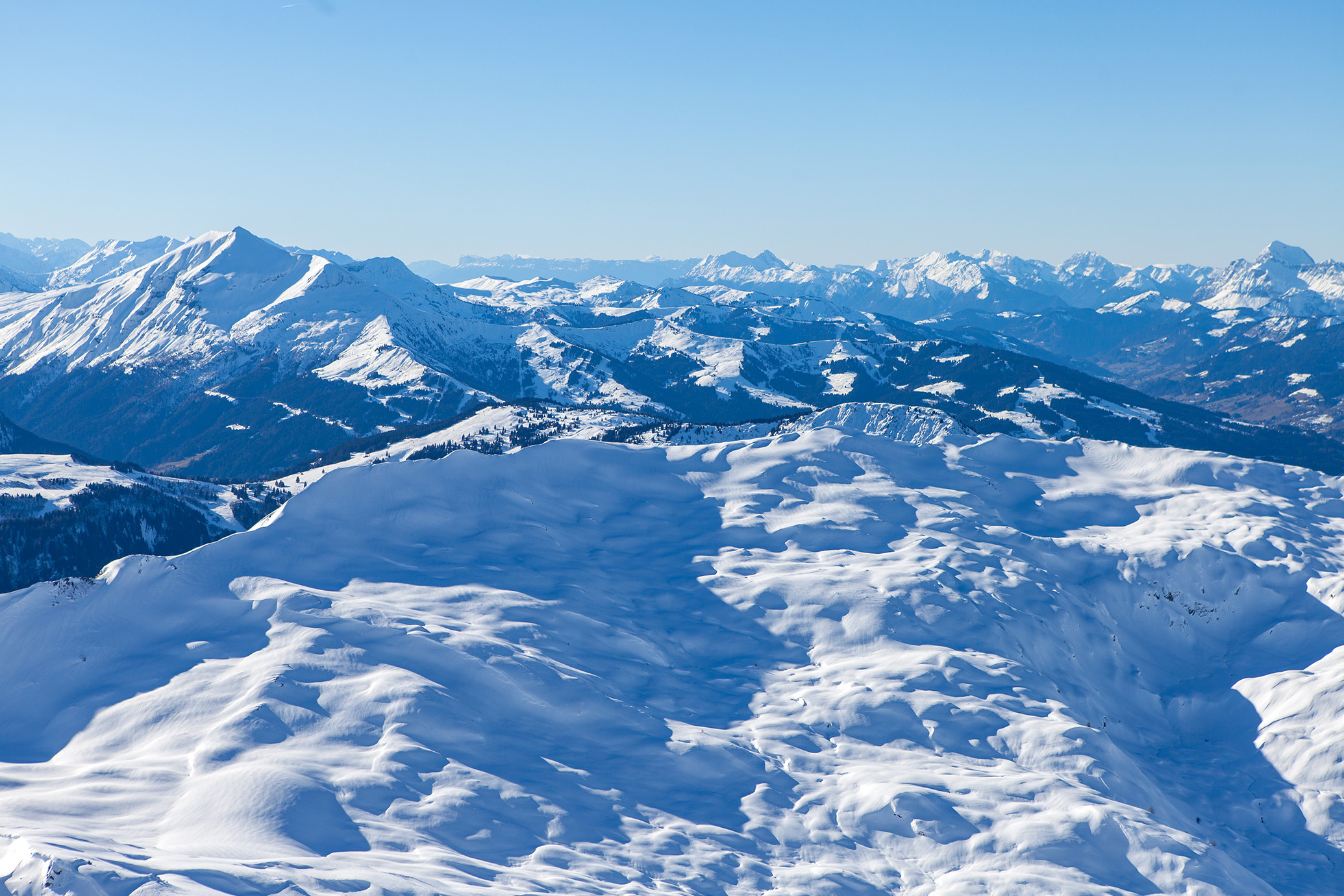
La réserve naturelle de Carlaveyron depuis le Brevent en hiver

## Écologie (Biodiversité, intérêt écopaysager…)

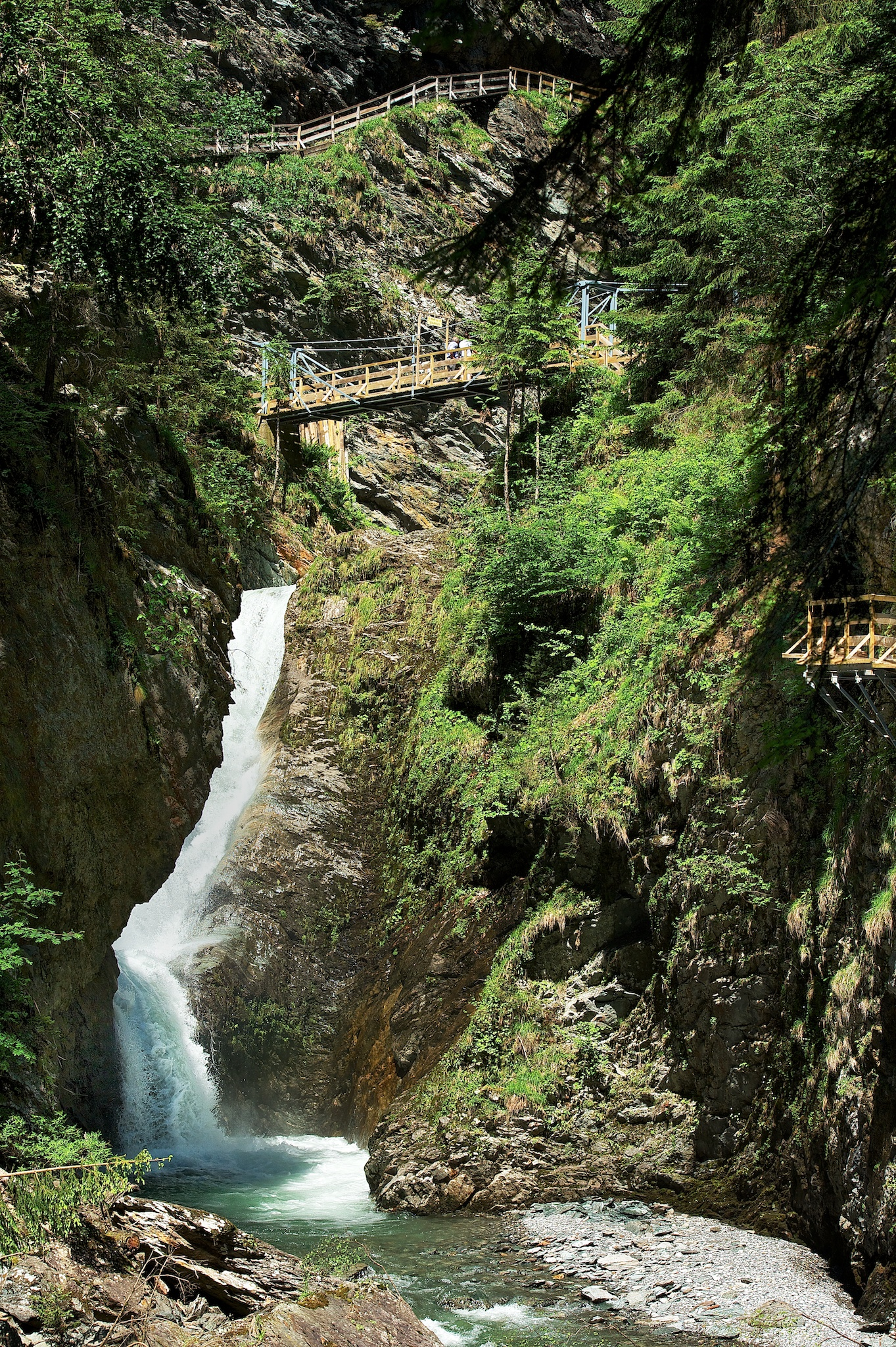
Dans les gorges de la Diosaz

La réserve naturelle de Carlaveyron s'étage de 1 090 m à 2 305 m. Au fond des gorges de la Diosaz, sur un versant peu ensoleillé et d'accès difficile, la hêtraie-sapinière forme une forêt primaire inexploitée depuis un siècle. Les combes humides, les ravins ombragés et les rochers de gneiss recouverts de tapis de mousse abritent une flore très diversifiée.
Plus haut, la forêt laisse place à la lande à myrtilles et rhododendrons puis à la pelouse alpine sèche. Vers les crêtes, le modelé glaciaire a favorisé l'installation de nombreux petits lacs : c'est le domaine des tourbières et des tapis de mousses enchâssés parmi les roches moutonnées. C'est également une ancienne zone d'alpages.
Des espèces emblématiques telles le lagopède et l'aigle royal, trouvent ici le refuge qu'elles ont perdu ailleurs.

### Flore

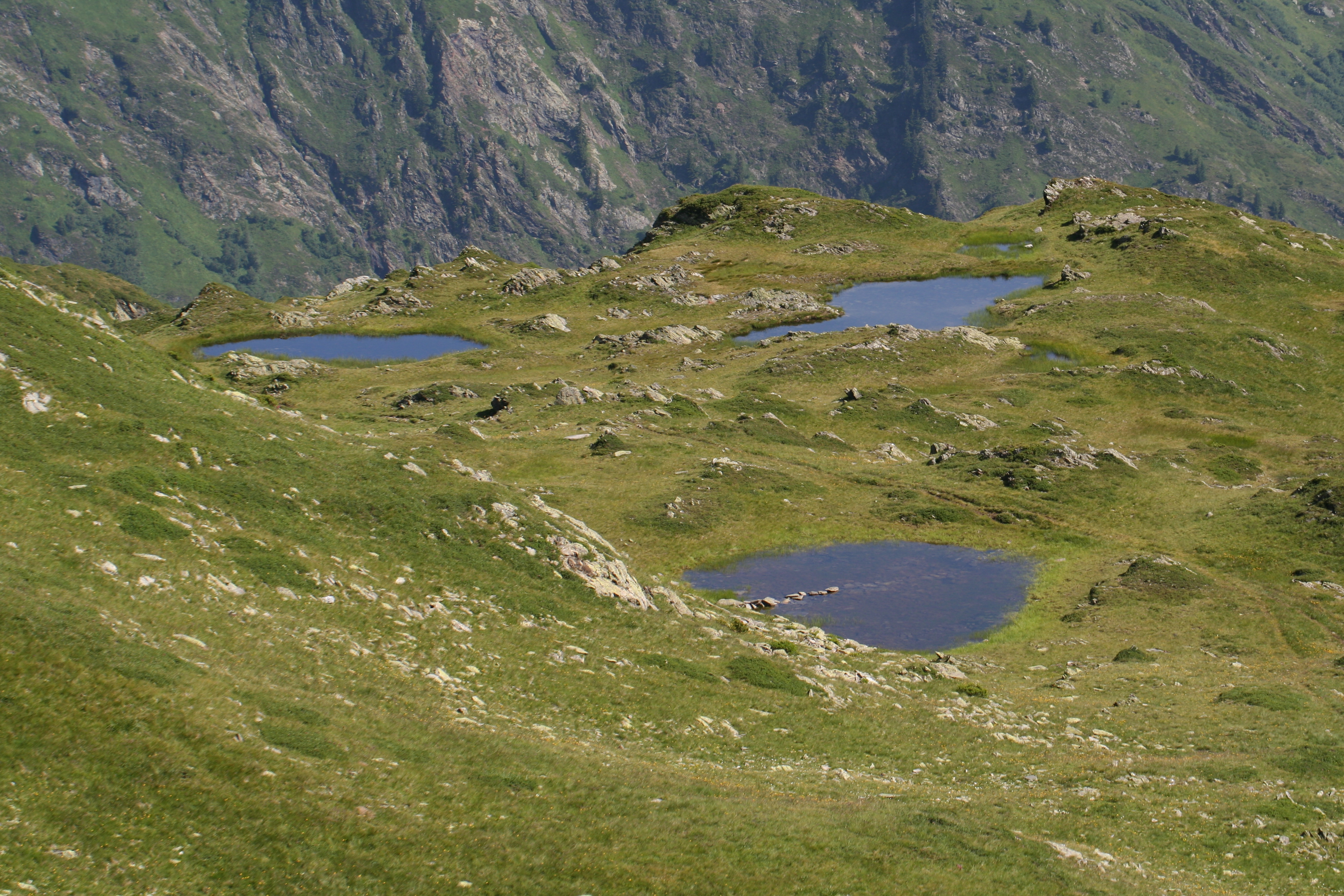
Petits lacs d'altitude

On trouve sur la réserve naturelle la droséra, le rubanier à feuilles étroites ou encore la laîche de Magellan, rareté végétale présente en France uniquement en Savoie et Haute-Savoie.

### Faune
La forêt de versant est le domaine du Lynx et du Cerf (réintroduits en 1970, plus de 300 actuellement) qui cohabitent avec la Gélinotte des bois, la Chouette de Tengmalm, l'Aigle royal et le Pic tridactyle. Au-dessus, séjournent le Tétras-lyre, la Gélinotte des bois, le Chamois et le Bouquetin.
Près des zones humides, il est possible d'observer la Grenouille rousse, le Triton alpestre ou la Cordulie des Alpes tandis que le Lagopède se camoufle dans le paysage.

## Intérêt touristique et pédagogique
L'accès est libre en conformation avec la réglementation de la réserve naturelle.

## Administration, Plan de gestion, règlement
La réserve naturelle est gérée par ASTERS, le Conservatoire d'espaces naturels de Haute-Savoie.
La réglementation interdit la cueillette des plantes et le ramassage des fossiles, le bivouac, les chiens même tenus en laisse, le survol à moins de 300 m du sol, tandis que la chasse ou la pêche et la circulation des véhicules à moteur nécessaires pour les alpages, la forêt ou les refuges sont autorisées.

### Outils et statut juridique
La réserve naturelle a été créée par un décret du 5 mars 1991.

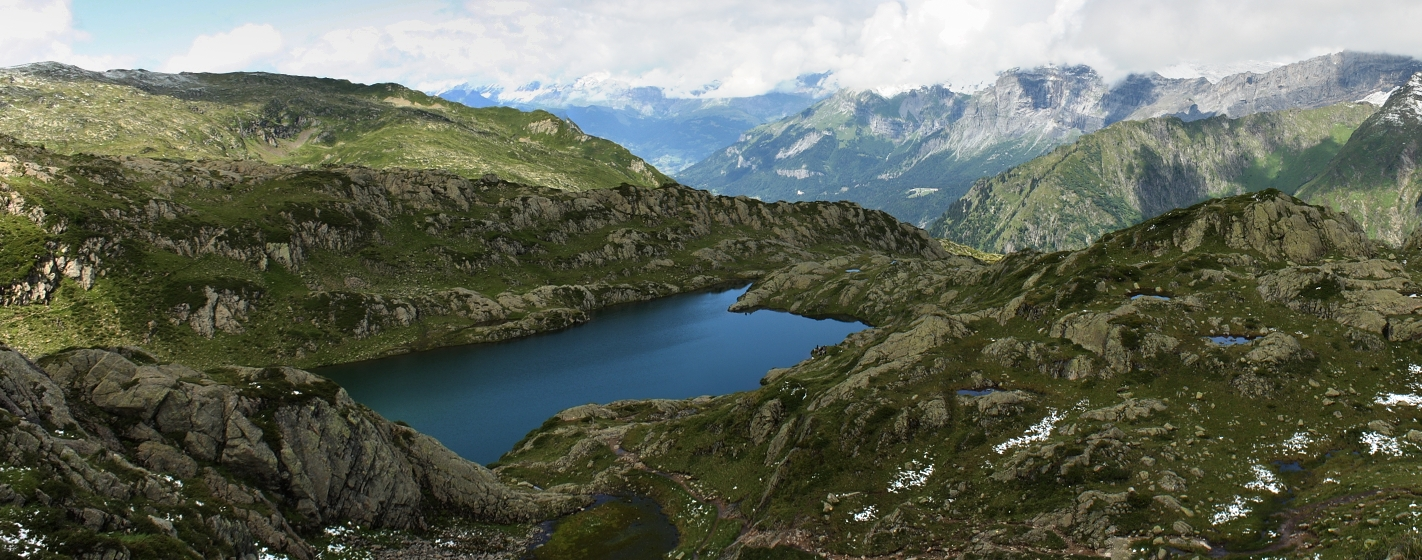
Le lac du Brévent